# Kecamatan Wates (distrikt i Indonesien, Yogyakarta)
Kecamatan Wates är ett distrikt i Indonesien.   Det ligger i provinsen Yogyakarta, i den västra delen av landet, 400 km sydost om huvudstaden Jakarta.